# Харлоу, Джек
Джек Харлоу (англ. Jack Harlow; 13 марта 1998, Луисвилл, Кентукки) — американский рэпер.

## Биография
Родился 13 марта 1998 года в городе Луисвилл, штат Кентукки (США). Полное имя Jackman Thomas Harlow.
В январе 2020 года вышел его сингл «Whats Poppin», музыкальное видео для которого снимал режиссёр Коул Беннетт, известный по своей работе с рэперами Juice Wrld, Lil Tecca, Lil Skies и Blueface. Это музыкальное видео собрало более 60 млн просмотров к июню 2020 года. К своему дню рождения он выпустил 13 марта 2020 года семитрековый проект под названием Sweet Action.
Ремикс песни «Whats Poppin» Джека Харлоу при участии американского рэпера DaBaby, канадского рэпера Tory Lanez и американского рэпера Лил Уэйна вышел 24 июня 2020 года. Он поднялся до второго места в хит-параде США.
В 2020 году стал фрешменом в ежегодном списке XXL.
11 декабря 2020 года Джек Харлоу выпускает свой дебютный студийный альбом Thats What They All Say, записаный при участии Lil Baby, Биг Шона, Криса Брауна, Adam Levine, EST Gee, Брайсона Тиллера, DaBaby, Tory Lanez и Lil Wayne.
6 мая 2022 года рэпер выпускает свой второй студийный альбом Come Home the Kids Miss You, записаный при участии Фаррелла Уильямса, Дрейка, Джастина Тимберлейка, и Лил Уэйна.

## Награды и номинации
| Год  | Организация            | Работа          | Награда                                               | Результат |
| ---- | ---------------------- | --------------- | ----------------------------------------------------- | --------- |
| 2021 | Grammy Awards          | «Whats Poppin»  | Best Rap Performance                                  | Номинация |
| 2021 | Billboard Music Awards | Himself         | Top New Artist                                        | Номинация |
| 2021 | Billboard Music Awards | «Whats Poppin»  | Top Streaming Song                                    | Номинация |
| 2021 | Billboard Music Awards | «Whats Poppin»  | Top Collaboration (Fan Voted)                         | Номинация |
| 2021 | Billboard Music Awards | «Whats Poppin»  | Top Rap Song                                          | Номинация |
| 2022 | Grammy Awards          | Montero         | Album of the Year (as featured artist and songwriter) | Номинация |
| 2022 | Grammy Awards          | «Industry Baby» | Best Melodic Rap Performance (with Lil Nas X)         | Номинация |

## Дискография
Дискография Джека Харлоу включает три альбома и десятки синглов, в том числе, следующие релизы:

### Альбомы
- Thats What They All Say (2020)
- Come Home the Kids Miss You (2022)
- Jackman (2023)

### Синглы
| Название                                                              | Год  | Высшая позиция | Высшая позиция | Высшая позиция | Высшая позиция | Высшая позиция | Высшая позиция | Высшая позиция | Высшая позиция | Высшая позиция | Сертификации     | Альбом                  |
| Название                                                              | Год  | US             | AUS            | BEL (FL) Tip   | CAN            | IRE            | NZ             | SWE            | SWI            | UK             | Сертификации     | Альбом                  |
| --------------------------------------------------------------------- | ---- | -------------- | -------------- | -------------- | -------------- | -------------- | -------------- | -------------- | -------------- | -------------- | ---------------- | ----------------------- |
| «It’s Pointless»                                                      | 2014 | —              | —              | —              | —              | —              | —              | —              | —              | —              |                  | Finally Handsome        |
| «Cruisin'» (при участии Kal Weinstein)                                | 2014 | —              | —              | —              | —              | —              | —              | —              | —              | —              |                  | Finally Handsome        |
| «Ice Cream»                                                           | 2016 | —              | —              | —              | —              | —              | —              | —              | —              | —              |                  | 18                      |
| «Never Woulda Known» (при участии Johnny Spanish)                     | 2016 | —              | —              | —              | —              | —              | —              | —              | —              | —              |                  | 18                      |
| «Hitchcock»                                                           | 2017 | —              | —              | —              | —              | —              | —              | —              | —              | —              |                  | Non-album single        |
| «Routine»                                                             | 2017 | —              | —              | —              | —              | —              | —              | —              | —              | —              |                  | Gazebo                  |
| «Dark Knight»                                                         | 2017 | —              | —              | —              | —              | —              | —              | —              | —              | —              |                  | Gazebo                  |
| «Sundown»                                                             | 2018 | —              | —              | —              | —              | —              | —              | —              | —              | —              |                  | Loose                   |
| «Thru the Night» (при участии Bryson Tiller)                          | 2019 | —              | —              | —              | —              | —              | —              | —              | —              | —              |                  | Confetti                |
| «Whats Poppin» (сольно или при участии DaBaby, Tory Lanez, Lil Wayne) | 2020 | 2              | 9              | 24             | 30             | 26             | 8              | 47             | 33             | 46             | - RIAA: Platinum | Sweet Action            |
| «Moana» (вместе с G-Eazy)                                             | 2020 | —              | —              | —              | 72             | —              | —              | —              | —              | —              |                  | These Things Happen Too |
| «Tyler Herro»                                                         | 2020 | 34             | 68             | —              | 27             | —              | —              | —              | —              | —              |                  | TBA                     |

- «Industry Baby» (2021, с Lil Nas X)
- «First Class» (2022)
- «Lovin on Me» (2023)
- другие